# Hayakita
Hayakita (早来町, Hayakita-chō) est un ancien bourg du district de Yūfutsu, situé dans la préfecture de Hokkaidō, au Japon.

## Histoire
Le bourg de Hayakita fusionne le 27 mars 2006 avec le bourg d'Oiwake pour former le bourg d'Abira.